# モンテフィオーレ・デッラーゾ
モンテフィオーレ・デッラーゾ（伊: Montefiore dell'Aso）は、イタリア共和国マルケ州アスコリ・ピチェーノ県にある、人口約2,000人の基礎自治体（コムーネ）。

## 地理

### 位置・広がり
アスコリ・ピチェーノ県のコムーネ。県都アスコリ・ピチェーノから北北東へ26kmの距離にある。

#### 隣接コムーネ
隣接するコムーネは以下の通り。括弧内のFMはフェルモ県所属を示す。
- カンポフィローネ (FM)
- カラッサーイ
- ラペドーナ (FM)
- マッシニャーノ
- モンテルッビアーノ (FM)
- モレスコ (FM)
- ペトリートリ (FM)
- リパトランソーネ

### 気候分類・地震分類
モンテフィオーレ・デッラーゾにおけるイタリアの気候分類 (it) および度日は、zona E, 2122 GGである。
また、イタリアの地震リスク階級 (it) では、zona 2 (sismicità media) に分類される。

## 文化・観光
「イタリアの最も美しい村」クラブ加盟コムーネである。